# Iowa Highway 3
Der Iowa Highway 3 ist ein 328 Meilen (= 528 Kilometer) langer Highway im US-Bundesstaat Iowa, der von Ost nach West verläuft.
Der Highway beginnt am South Dakota Highway 50 in Westfield an der Grenze zu South Dakota und endet am U.S. Highway 52, am U.S. Highway 61 und am U.S. Highway 151 in Dubuque.